# Photon Antibunching
Unter Photon Antibunching versteht man das Nicht-Auftreten von zeitlichen Korrelationen einzelner Photonen aus derselben Quelle. Antibunching ist ein rein quantenmechanischer Effekt und tritt bei klassischen Lichtquellen, wie thermischen Lichtquellen, nicht auf. Durch Messung von Antibunching kann der nichtklassische Charakter einer Lichtquelle nachgewiesen werden.
Der Effekt wurde 1977 von Leonard Mandel und seinen Mitarbeitern H. Jeff Kimble, M. Dagenais demonstriert.
Es wird z. B. für eine Einzelphotonenquelle Licht von einem einzelnen Atom ausgesandt. Dabei entstehen zeitliche Lücken, da das Atom erst wieder angeregt werden muss, bevor ein weiteres Photon ausgesandt werden kann. Die zeitliche Korrelation {\displaystyle \gamma (\tau )} für {\displaystyle \tau \to 0} ist damit kleiner als 1.
Manche Autoren definieren das Antibunching durch eine Sub-Poisson-Statistik, die bedeutet, dass die Varianz kleiner als für eine Poisson-Verteilung ist. Dies tritt zwar meist gleichzeitig mit {\displaystyle \gamma (0)<1} auf, stellt jedoch ein anderes Phänomen dar.

## Anschauliche Erklärung
Ein einzelnes Atom mit nur zwei Zuständen stellt eine perfekte Einzelphotonenquelle dar. Die Emission eines Photons erfolgt, wenn das Atom vom angeregten in den Grundzustand übergeht. Bevor ein weiteres Photon emittiert werden kann, muss das Atom zunächst wieder in den angeregten Zustand gelangen (z. B. durch Beleuchten mit resonantem Laserlicht). Zwischen der Emission zweier Photonen desselben Atoms gibt es also immer eine endliche Zeitdifferenz, es können daher nie zwei Photonen gleichzeitig emittiert werden (Antibunching; Bunch ist die englischsprachige Bezeichnung für Teilchenpaket).
Klassische Lichtquellen bestehen hingegen aus makroskopischen Emittern, die eine Vielzahl an Atomen enthalten. Diese emittieren unabhängig voneinander Photonen, sodass dort kein Antibunching beobachtet werden kann, sondern ganz im Gegenteil die Photonen vermehrt zur gleichen Zeit bei einem Detektor auftreffen (Photon Bunching).

## Quantitative Beschreibung
Für einen Fock-Zustand {\displaystyle |n\rangle } mit {\displaystyle n} Photonen gilt für die Korrelationsfunktion zweiter Ordnung:
{\displaystyle \gamma ^{(2)}(0)=1-{\frac {1}{n}}.}
Perfektes Antibunching ({\displaystyle \gamma ^{(2)}(0)=0}) tritt also nur für den Fock-Zustand {\displaystyle |1\rangle } auf.

### Auswertung der Korrelationsfunktion

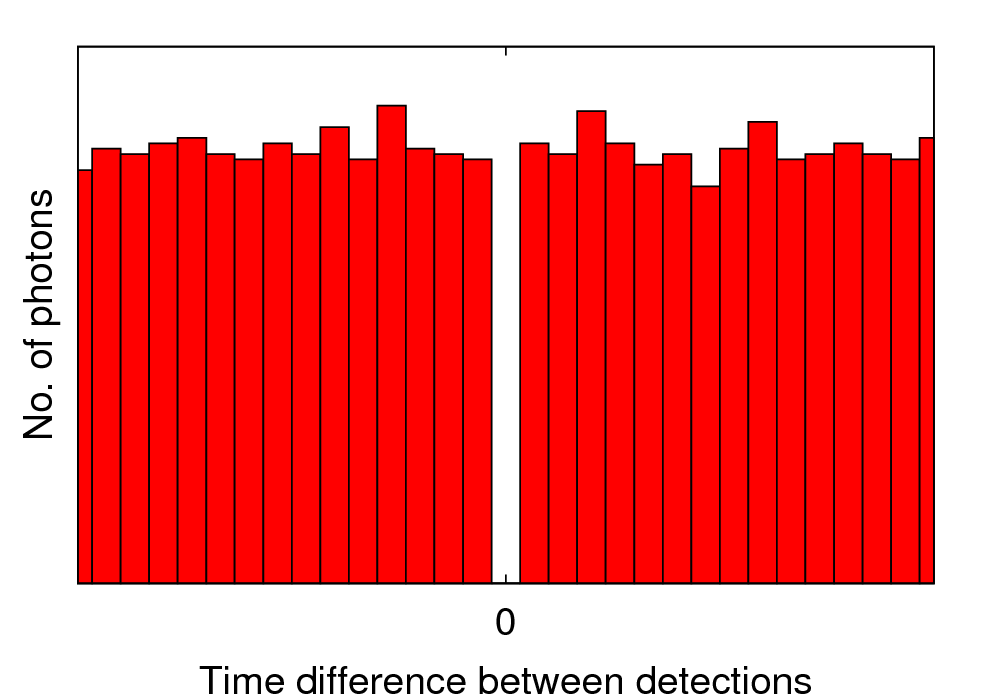
Typische experimentelle Signatur für Antibunching einer Einzelphotonenquelle.

Man misst hierbei die Korrelationsfunktion zweiter Ordnung:
{\displaystyle \gamma (\tau )={\frac {\langle I_{1}(t)I_{2}(t+\tau )\rangle }{\langle I_{1}(t)\rangle \langle I_{2}(t)\rangle }}},
d. i. die Angabe des Erwartungswertes nach einer Zeitspanne {\displaystyle \tau } nach dem Eintreffen eines Photons ein weiteres zu detektieren. Im bisher betrachteten Fall des Einzel-Photonen-Emitters kann man die Intensität über die Erzeugungs- und Vernichtungsoperatoren, die mit den Übergangsoperatoren des Zwei-Niveau-Systems zusammenhängen, ausdrücken, denn es gilt:
{\displaystyle {\hat {I}}_{i}={\hat {E}}_{i}^{-}\cdot {\hat {E}}_{i}^{+}} und
{\displaystyle {\hat {E}}_{i}^{-}\propto {\hat {a}}^{\dagger }},
sodass wir
{\displaystyle \gamma (\tau )={\frac {\langle I_{1}(t)I_{2}(t+\tau )\rangle }{\langle I_{1}(t)\rangle \langle I_{2}(t)\rangle }}={\frac {\langle {\hat {E}}_{1}^{-}(t){\hat {E}}_{2}^{-}(t+\tau ){\hat {E}}_{1}^{+}(t){\hat {E}}_{2}^{+}(t+\tau )\rangle }{\langle {\hat {E}}_{1}^{-}(t){\hat {E}}_{1}^{+}(t)\rangle \langle {\hat {E}}_{2}^{-}(t){\hat {E}}_{2}^{+}(t)\rangle }}={\frac {\langle {\hat {a}}^{\dagger }(t){\hat {a}}^{\dagger }(t+\tau ){\hat {a}}(t){\hat {a}}(t+\tau )\rangle }{\langle {\hat {a}}^{\dagger }(t){\hat {a}}(t)\rangle \langle {\hat {a}}^{\dagger }(t){\hat {a}}(t)\rangle }}}
erhalten. Für den Fall des Fockn=1-Zustandes erhalten wir speziell:
{\displaystyle \gamma (\tau )={\frac {\langle {\hat {a}}^{\dagger }(t){\hat {a}}^{\dagger }(t+\tau ){\hat {a}}(t){\hat {a}}(t+\tau )\rangle }{\langle {\hat {a}}^{\dagger }(t){\hat {a}}(t)\rangle \langle {\hat {a}}^{\dagger }(t){\hat {a}}(t)\rangle }}{\xrightarrow {\tau \rightarrow 0}}{\frac {\langle {\hat {a}}^{\dagger }{\hat {a}}^{\dagger }{\hat {a}}{\hat {a}}\rangle }{\langle {\hat {a}}^{\dagger }{\hat {a}}\rangle ^{2}}}={\frac {\langle n(n-1)\rangle }{\langle n\rangle ^{2}}}},
wobei wir die Eigenschaften der Erzeugungs- und Vernichtungsoperatoren verwendet haben. Einsetzen ergibt:
{\displaystyle \gamma (0)\vert _{n=1}=0}.
Allgemein gilt für nicht-klassische Zustände: Zum Zeitpunkt der Messung eines ersten Photons ({\displaystyle \tau =0}) werden weniger Photonen als davor oder danach detektiert. So können diese Zustände identifiziert werden:
{\displaystyle \,\gamma (0)<\gamma (\tau )} mit {\displaystyle \left|\tau \right|>0};
dies schließt natürlich den Sonderfall {\displaystyle \gamma (0)=0} mit ein.